# Westdeutscher Spiel-Verband
Der Westdeutsche Spiel-Verband (WSV) war der regionale Fußball- und Leichtathletikverband zunächst für den Westen des ehemaligen Deutschen Reiches. Er wurde unter dem Namen Rheinischer Spiel-Verband (RSV) am 23. Oktober 1898 in Düsseldorf gegründet, um einen regelmäßigen und überregionalen Spielbetrieb möglich zu machen. Am 21. November 1900 wurde der RSV in Rheinisch-Westfälischer Spiel-Verband (RWSV) umbenannt, am 12. Mai 1907 schließlich in Westdeutscher Spiel-Verband. Auch wenn der Verband sich zunächst auf Rheinland und Westfalen bezog, so breitete er sich in der Folge vor allem nach Osten hin aus, so dass er zum Zeitpunkt der Auflösung im Zuge der Gleichschaltung durch die Nationalsozialisten bis in den Harz (Osterode), nach Göttingen und bis zum Gau Hessen-Hannover, und im Süden bis nach Fulda reichte.

## Geschichte
Im April 1898 veranstaltete die Spielabteilung des Duisburger TV ein Spielfest mit mehreren Sportarten. Hier besprachen die teilnehmenden Vereine den Zusammenschluss zu einem Verband. Durch diesen Aufruf bildete sich schließlich am 23. Oktober 1898 in Düsseldorf der Rheinische Spiel-Verband. Die neun Gründungsvereine waren:
- Bonner TV 1860
- Cölner TV 1843
- Dortmunder FC 1895
- Duisburger TV 1848
- Turngesellschaft Düren
- Düsseldorfer Turnverein von 1847
- Hochfelder Turnerbund
- FC München-Gladbach
- Rheydter TV 1847[3]

Dieser neue Verband gab sich weder eine Satzung noch einen Vorstand (dies wurde erst auf dem Verbandstag am 19. Juni 1900 festgelegt). München-Gladbach wurde als Vorort zur Durchführung der gefassten Beschlüsse beauftragt. Man wollte aber nicht nur Fußball spielen, sondern die Pflege der Leibesübungen und der Volks- und Jugendspiele in freier Luft fördern. Vom 13. bis 15. Mai 1899 fand das erste Spiel- und Sportfest des Verbands in München-Gladbach statt. 91 Spielabteilungen nahmen teil und 10.000 Zuschauer waren anwesend. Die ersten Vorstandsmitglieder waren F. A. Schmidt (Bonn), Friedrich (Solingen) und H. C. Heesch (München-Gladbach). Ab November 1900 erschien als Verbandsorgan das Nachrichtenblatt, welches sich später Körper und Geist nannte.
In den Jahren 1899 (München-Gladbach), 1900 (Cöln) und 1901 (Düsseldorf) veranstaltete der Verband drei Spiel- und Sportfeste für seine Mitglieder.  Während in den Städten Berlin, Hamburg/Altona, Leipzig sowie in den angrenzenden Niederlanden und Belgien bereits Meisterschaften ausgetragen wurden, verlief die Entwicklung in den überregionalen Verbänden – knapp ein Jahr vor dem RSV war in Süddeutschland der VSFV entstanden – in den ersten Jahren vergleichsweise langsam und schleppend. Erst in der Saison 1902/03 wurden drei Bezirke gebildet und der Punktspielbetrieb aufgenommen. Der Bezirk I umfasste die Städte Köln/Bonn, Bezirk II Düsseldorf/München-Gladbach/Crefeld/Solingen/Velbert und Bezirk III Essen/Duisburg/Gelsenkirchen/Dortmund/Bottrop. Gespielt wurde in drei Klassen, in der ersten Klasse gewann der Cölner FC 1899 die erste westdeutsche Meisterschaft.
Auf dem Düsseldorfer Verbandstag 1902 wurde der Eintritt in den Deutschen Fußball-Bund (DFB) von der Mehrheit der anwesenden Vereinen noch abgelehnt. Unter Führung des späteren DFB-Vorsitzenden Gottfried Hinze trat 1904 eine Gruppe von 11 Vereinen dem DFB bei: Bonner FV, Germania Düren, Cölner BC, Cölner FC, Cölner FV, Crefelder FC, Duisburger BV, Duisburger SpV, Preußen Duisburg, Essener SV 1899 und Rheinland Meiderich. 1905 erfolgte dann der Beitritt des gesamten Rheinisch-Westfälischen Spiel-Verbands. Mit zunehmender Anzahl von Mitgliedsvereinen wurde in den Folgejahren die Anzahl der Bezirke immer mehr erweitert. Die Mitgliederzahl stieg bis zum Verbandstag 1904 in Köln auf 46 Vereine.
1906 traten die Kasseler Vereine dem RWSV bei, die vorher Mitglied im Norddeutschen Fußball-Verband waren. Nach dem Beitritt von Vereinen aus dem Raum Osnabrück, Gießen, Marburg, Wetzlar und Dillenburg erfolgte am 12. Mai 1907 die Umbenennung des RWSV in Westdeutscher Spiel-Verband (WSV). Das Verbandsgebiet umfasste schließlich das heutige Bundesland Nordrhein-Westfalen, den Großraum Osnabrück bis an die niederländische Grenze, den Großraum Göttingen, den Großraum Kassel, Fulda, Mittelhessen und den Großraum Koblenz. Zwischenzeitlich gab es auch Mitgliedsvereine aus dem heutigen Saarland und aus anderen Teilen des Rheinlandes. Im Zuge der endgültigen Festlegung der regionalen Verbandsgrenzen wurden diese Vereine dem Verband Süddeutscher Fußball-Vereine zugeschlagen.
Nur wenige Jahre nach Beginn der Meisterschaftsspiele im Westen wurde die Austragung von Punktspielen immer wieder zur Diskussion gestellt. Kritiker forderten die Abschaffung der Meisterschaftsspiele, weil diese angeblich zu hart geführt wurden, sowie die Rückkehr zu den Freundschaftsspielen der Anfangsjahre. Für die Saison 1909/10 führte der WSV die Ligaklasse als höchste Spielklasse für seinen Verbandsbereich an. Dennoch musste der Meister der Ligaklasse gegen den in einer Ausscheidungsrunde ermittelten Meister der lokalen A1-Klassen ein Finale um die westdeutsche Meisterschaft bestreiten. Nach nur vier Jahren wurde die Ligaklasse wieder abgeschafft, was einen deutlichen sportlichen Rückschritt bedeutete.
Bis zur Einführung der Gauligen im Jahr 1933 gab es ständig neue Reformen der Spielklassen. Die Ausdehnung der Saison über zwei Jahre in den Spielzeiten 1922/24 und 1924/26 war ein einmaliger Extremfall im deutschen Fußball. Im Zuge der Gleichschaltung der Sportorganisationen durch die Nationalsozialisten wurden die Regionalverbände des DFB aufgelöst, und der Spielbetrieb nunmehr in deutschlandweit 16 Sportgauen zentral organisiert. Der WSV überdauerte diesen Schritt einige Monate länger als die sechs anderen Fußball-Regionalverbände, unter dem Namen „Gauverband West“ war er zunächst noch bis zum Frühjahr für die Gaue 9 (Westfalen), 10 (Niederrhein) und 11 (Mittelrhein) zuständig. Sein letzter Vorsitzender, das NSDAP-Mitglied Josef Klein, versuchte anschließend weiterhin, die Liquidation des Verbandes hinauszuzögern und beugte sich erst im Frühjahr 1935 dem politischen Druck des Innenministeriums.

## Meister des Westdeutschen Spiel-Verbandes
| Jahr | Westdeutscher Meister  | Abschneiden deutsche Meisterschaft | Deutscher Meister    |
| ---- | ---------------------- | ---------------------------------- | -------------------- |
| 1903 | Kölner FC 1899         | nicht teilgenommen                 | VfB Leipzig          |
| 1904 | Duisburger SpV         | Halbfinale                         | kein Meister         |
| 1905 | Duisburger SpV         | Viertelfinale                      | Union 92 Berlin      |
| 1906 | Kölner FC 1899         | Viertelfinale                      | VfB Leipzig          |
| 1907 | Düsseldorfer FC        | Viertelfinale                      | Freiburger FC        |
| 1908 | Duisburger SpV         | Halbfinale                         | Berliner FC Viktoria |
| 1909 | FC München-Gladbach    | Viertelfinale                      | Karlsruher FC Phönix |
| 1910 | Duisburger SpV         | Viertelfinale                      | Karlsruher FV        |
| 1911 | Duisburger SpV         | Viertelfinale                      | Berliner FC Viktoria |
| 1912 | Cölner BC 01           | Viertelfinale                      | Holstein Kiel        |
| 1913 | Duisburger SpV         | Finale                             | VfB Leipzig          |
| 1914 | Duisburger SpV         | Halbfinale                         | SpVgg Fürth          |
| 1920 | VfTuR München-Gladbach | Viertelfinale                      | 1. FC Nürnberg       |
| 1921 | Duisburger SpV         | Halbfinale                         | 1. FC Nürnberg       |
| 1922 | Arminia Bielefeld      | Viertelfinale                      | kein Meister         |
| 1923 | Arminia Bielefeld      | Viertelfinale                      | Hamburger SV         |
| 1924 | Duisburger SpV         | Halbfinale                         | 1. FC Nürnberg       |
| 1925 | Duisburger SpV         | Halbfinale                         | 1. FC Nürnberg       |
| 1926 | VfR Köln 04 rrh.       | Achtelfinale                       | SpVgg Fürth          |
| 1927 | Duisburger SpV         | Achtelfinale                       | 1. FC Nürnberg       |
| 1928 | SpVgg Sülz 07          | Viertelfinale                      | Hamburger SV         |
| 1929 | FC Schalke 04          | Viertelfinale                      | SpVgg Fürth          |
| 1930 | FC Schalke 04          | Viertelfinale                      | Hertha BSC           |
| 1931 | Fortuna Düsseldorf     | Achtelfinale                       | Hertha BSC           |
| 1932 | FC Schalke 04          | Halbfinale                         | FC Bayern München    |
| 1933 | FC Schalke 04          | Finale                             | Fortuna Düsseldorf   |

## Westdeutscher Verbandspokal
Ab 1931 wurde der Westdeutsche Verbandspokal ausgetragen, teilnahmeberechtigt waren alle Vereine des westdeutschen Spiel-Verbandes. Ausgetragen wurde der Pokal zunächst in verschiedenen regionalen Bezirken. Vereine der unteren Ligen (Gauklassen und 2. Bezirksklassen) spielten zuerst Vorrunden aus. Die Sieger waren mit den Teilnehmern aus der 1. Bezirksklasse und der Bezirksliga für die Zwischenrunde qualifiziert, in der der Teilnehmer an der überregionalen Pokalendrunde ermittelt wurde. Der Pokalsieger qualifizierte sich für die Endrunde zur deutschen Fußballmeisterschaft.
| Jahr    | Westdeutscher Pokalsieger | Finalergebnis | Pokalfinalist        |
| ------- | ------------------------- | ------------- | -------------------- |
| 1931/32 | VfL 06 Benrath            | 3:2 (3:1)     | Rheydter Spielverein |
| 1932/33 | VfL 06 Benrath            | 3:1 (0:0)     | Schwarz-Weiß Essen   |